# Graphe hexaédrique
Le graphe hexaédrique est, en théorie des graphes, un graphe 3-régulier possédant 8 sommets et 12 arêtes. C'est le squelette du cube, un solide de Platon ayant 6 faces, toutes carrées.

## Construction
Il existe cinq graphes correspondant aux squelettes des cinq solides de Platon. Le graphe hexaédrique est l'un d'eux. Les quatre autres sont le graphe tétraédrique, le graphe octaédrique, le graphe dodécaédrique et le graphe icosaédrique.
Le graphe hexaédrique est également isomorphe au graphe de Petersen généralisé G(4,1) et au graphe biparti de Kneser {\displaystyle H_{4,1}}. C'est un cas de graphe couronne.

Une autre façon de construire le graphe hexaédrique est de le considérer comme un hypercube en dimension 3. On peut alors le définir comme le produit cartésien de 3 graphes complets {\displaystyle K_{2}}, soit : 
Le line graph du graphe hexaédrique est le graphe cuboctaédrique.

## Propriétés

### Propriétés générales
Le diamètre du graphe hexaédrique, l'excentricité maximale de ses sommets, est 3, son rayon, l'excentricité minimale de ses sommets, est 3 et sa maille, la longueur de son plus court cycle, est 4. Il s'agit d'un graphe 3-sommet-connexe et d'un graphe 3-arête-connexe, c'est-à-dire qu'il est connexe et que pour le rendre déconnecté il faut le priver au minimum de 3 sommets ou de 3 arêtes.
Le graphe hexaédrique est planaire. Il a la particularité de pouvoir se représenter sur un plan sans qu'aucune arête n'en croise une autre. À partir de cette représentation, il est possible de définir son graphe dual. C'est le graphe dont les sommets correspondent aux faces du graphe hexaédrique et où deux sommets sont adjacents s'ils correspondent à deux faces adjacentes. Ce dual est isomorphe au graphe octaédrique.

### Coloration
Le nombre chromatique du graphe hexaédrique est 2. C'est-à-dire qu'il est possible de le colorer avec 2 couleurs de telle façon que deux sommets reliés par une arête soient toujours de couleurs différentes. Ce nombre est minimal.
L'indice chromatique du graphe hexaédrique est 3. Il existe donc une 3-coloration des arêtes du graphe telle que deux arêtes incidentes à un même sommet soient toujours de couleurs différentes. Ce nombre est minimal.
Il est possible de compter les colorations distinctes d'un graphe. Cela donne une fonction dépendant du nombre de couleurs autorisé. Cette fonction est polynomiale et est qualifiée de polynôme chromatique du graphe. Ce polynôme admet pour racines tous les entiers positifs ou nuls strictement inférieurs à 2 et est de degré 8. Il est égal à : {\displaystyle (x-1)x(x^{6}-11x^{5}+55x^{4}-159x^{3}+282x^{2}-290x+133)}.

### Propriétés algébriques
Le graphe hexaédrique est symétrique, c'est-à-dire que son groupe d'automorphismes agit transitivement sur ses arêtes, ses sommets et ses arcs. Il est donc également arête-transitif et sommet-transitif. Le graphe hexaédrique est l'unique graphe cubique symétrique à 8 sommets et sa notation dans le Foster Census est F8A,.
Le groupe d'automorphisme {\displaystyle \Gamma (Q_{3})} du graphe hexaédrique est d'ordre 48 et est isomorphe au produit en couronne des groupes symétriques {\displaystyle S_{2}} et {\displaystyle S_{3}} : {\displaystyle S_{2}\wr S_{3}}. Le produit en couronne de A et B étant défini comme le produit semi-direct {\displaystyle A\wr B=A^{B}\rtimes B} où {\displaystyle A^{B}} est l'ensemble des fonctions de A dans B et où A agit sur {\displaystyle A^{B}} par décalage d'indice : 
L'hypercube {\displaystyle Q_{3}} est un graphe de Cayley Cay(G, S) avec :
Cela découle d'une propriété plus générale statuant que tous les graphes de Hamming sont des graphes de Cayley.
Le polynôme caractéristique  de la matrice d'adjacence du graphe hexaédrique est : {\displaystyle (x-3)(x-1)^{3}(x+1)^{3}(x+3)}. Il n'admet que des racines entières. Le graphe hexaédrique est donc un graphe intégral, un graphe dont le spectre est constitué d'entiers.